# Крістапс Сотнієкс
Крістапс Сотнієкс (латис. Kristaps Sotnieks; 29 січня 1987, м. Рига, Латвія) — латвійський хокеїст, захисник. Виступає за «Динамо» (Рига) у Континентальній хокейній лізі.
Виступав за ХК «Рига 2000», «Динамо» (Рига), «Динамо-Юніорс» (Рига).
У складі національної збірної Латвії учасник зимових Олімпійських ігор 2010 (4 матчі, 1+0), учасник чемпіонатів світу 2006, 2009, 2010, 2011 і 2012 (26 матчів, 0+6). У складі молодіжної збірної Латвії учасник чемпіонатів світу 2006 і 2007 (дивізіон I). У складі юніорської збірної Латвії учасник чемпіонату світу 2005 (дивізіон I).
Досягнення
- Чемпіон Латвії (2005, 2006, 2007).